# Naryn

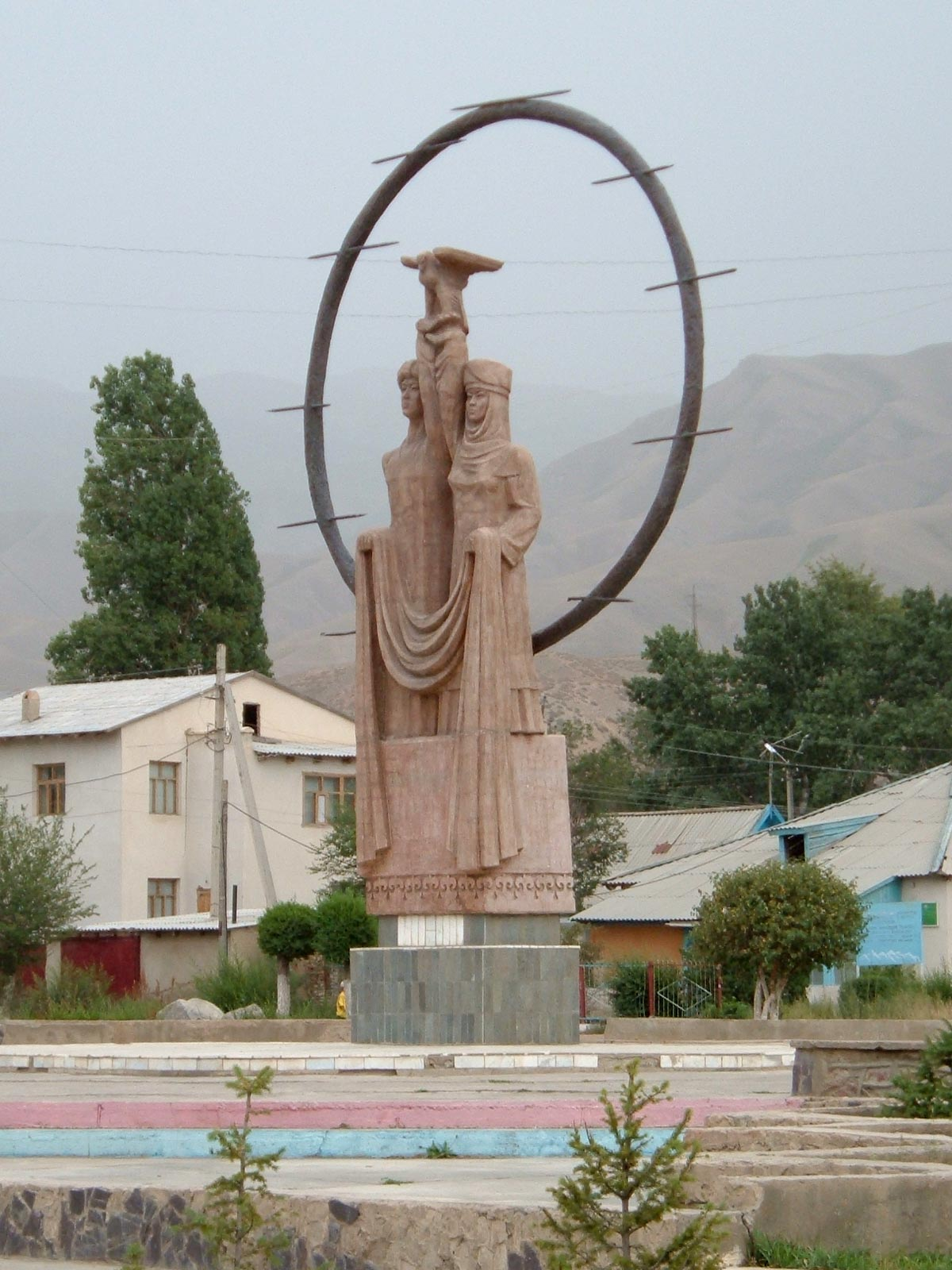
Statue an einem zentralen Platz Naryns

Naryn (kirgisisch Нарын) ist eine alte Garnisonsstadt an der Seidenstraße in Zentral-Kirgisistan (Zentralasien).
Sie liegt etwa 140 km (Luftlinie) südwestlich des großen Sees Yssyk-Köl zu beiden Seiten des Flusses Naryn, der in einer malerischen Schlucht durch den Ort fließt, bei rund 2050 m über dem Meeresspiegel. In Naryn, das Verwaltungssitz des Oblus Naryn ist, lebten Schätzungen zufolge im Jahr 2019 40.065 Einwohner. Im Jahr 2022 hatte Naryn einer Volkszählung zufolge 41.681 Einwohner.
Von Naryn führt die Nationalstraße EM-07 (ehemals sowjetisch A365) durch das zentralkirgisische Hochland über At-Baschy und den Torugart-Pass (3752 m) nach China. Diese im Jahre 1906 als Piste angelegte Verkehrsverbindung folgt einem der Zweige der alten Seidenstraße und ist heute die wichtigste Verbindung von Kirgisistan nach Kaschgar in Xinjiang und weiter nach China. In einem von dieser Straße abzweigenden Seitental etwa 80 km südlich von Naryn befindet sich das sehenswürdige Tasch Rabat, eine gut erhaltene ehemalige, aus dem 15. Jahrhundert stammende Karawanserei.
In Naryn gibt es einen Campus der University of Central Asia. 1996 wurde die Staatliche Universität Naryn gegründet.

## Etymologie
Einer Legende nach kommt der Name von der gleichnamigen Speise Naryn (auch als Beschbarmak bekannt), nach anderen Angaben kommt der Name aus dem mongolischen (sonnig) oder chinesischen (eng).

## Geschichte
Naryn geht auf einen Handelsposten entlang der Seidenstraße zurück. Im Jahr 1868 baute das russische Kaiserreich eine Garnison, um die herum eine Siedlung entstand. Nach der Oktoberrevolution 1917 geriet Naryn unter Kontrolle der roten Armee. 1920 versuchte die Weiße Garde im Zuge des Russischen Bürgerkrieges, die Stadt einzunehmen und es kam zu blutigen Kämpfen, die Rote Armee behielt jedoch die Kontrolle über Naryn. 1922 wurde die UdSSR gegründet und 1927 wurde Naryn Verwaltungssitz des Oblus Naryn und erhielt Stadtrecht. Die heutige Stadt wurde zu großen Teilen in den 1960er-Jahren errichtet. Zu Sowjetzeiten war Naryn aufgrund der Lage unweit der Grenze zur abtrünnigen Volksrepublik China von besonderer Bedeutung.

## Bevölkerung
| Jahr | Einwohner |
| ---- | --------- |
| 1939 | 04.552    |
| 1959 | 14.857    |
| 1970 | 21.098    |
| 1979 | 30.409    |
| 1989 | 42.210    |
| 1999 | 40.049    |
| 2009 | 34.822    |
| 2022 | 41.681    |

## Geographie
In der Umgebung von Naryn befinden sich Canyons mit roten Felsen, das Tal des Flusses Naryn und ein Natursee (40 km von der Stadt entfernt), in dem große und kleine Flüsse dem Naryn zufließen.
Das Stadtgebiet von Naryn besitzt eine charakteristische Ausdehnung in Ost-West-Richtung, die dem innerstädtischen Verlauf des Flusses Naryn entspricht, über den es 2 Straßenbrücken gibt. Einen Kilometer nördlich der östlichen Brücke über den Naryn liegt der Park des Sieges, der einzige größere Park. Der Erkindik-Platz liegt in Zentrum Naryns. In seiner Mitte stand eine Lenin-Statue, die jedoch versetzt und durch eine lebensgroße Skulptur eines Hochzeitspaars ersetzt wurde. Die Naryner Zentralmoschee liegt unweit der westlichen Narynbrücke.

## Verkehr
Der öffentliche Nahverkehr der Stadt wurde 1994 bis 2024 durch den Oberleitungsbus Naryn gewährleistet.
Naryn besitzt mit dem Flughafen Naryn einen Regionalflughafen und liegt an der Fernstraße A365 sowie einer Fernstraße nach Kasarman.

## Kultur
Am östlichen Stadtausgang liegt das Regionalmuseum, in dem u. a. eine Jurte und historische landwirtschaftliche Geräte ausgestellt sind. In Naryn gibt es ein Theater: das Naryner Akademische Musikalisch-Dramatische Theater befindet sich im Stadtzentrum. Naryn ist landesweit für seine Filzteppiche (Shyrdaks) bekannt, die hier am schönsten sein sollen. Am Erkindik-Platz, direkt gegenüber des Theaters, liegt eine Kunstgalerie. Im Westen befindet sich die Naryner Zentralmoschee.

### Sport
In Naryn ist der Fußballverein Ala-Too Naryn beheimatet. Er spielt in der Top Liga. Sein Heimstadion ist das Gorodskoi Stadion nördlich des Theaters.

## Söhne und Töchter der Stadt
- Leonid Pljuschtsch (1938–2015), sowjetischer Mathematiker
- Klara Adschybekowa (* 1946), kirgisische Politikerin
- Ischenbai Kadyrbekow (* 1949), kirgisischer Politiker
- Dschijdesch Idirissowa (* 1985), kirgisische Popsängerin und Songwriterin